# Punta di Ceresole
Punta di Ceresole – szczyt w Alpach Graickich, części Alp Zachodnich. Leży w północnych Włoszech na granicy regionów Dolina Aosty i Piemont. Należy do Masywu Gran Paradiso. Szczyt można zdobyć ze schroniska Bivacchi Carlo Pol (3183 m). Szczyt otaczają lodowce Noaschetta na południu i Tribolazione na północy.
Pierwszego wejścia dokonali A.E. Martelli, J.J. Maquignaz i S. Meynet 1 lipca 1874 r.